# Phrén
Phren (greco antico: φρήν, romanizzato: phrén, lett. 'mente'; phrénes plurale, φρένες) è una parola del greco antico per l'ubicazione del pensiero o della contemplazione. Phren è usato, ad esempio, per descrivere dove Achille considerava la sua tristezza per la perdita di Briseide e il suo dovere di unirsi ai Greci contro Troia. Secondo Pitagora, è una delle capacità intellettuali che costituiscono l'anima, insieme a noûs (spirito, pensiero o mente) e thymós (passione, sentimento o cuore). Il termine è anche usato per indicare un agente psicologico generale al quale si possono estendere le colpe e le lodi morali.
Phren, tuttavia, non si applica esclusivamente agli esseri umani. Alcuni pensatori hanno sostenuto che sfreccia attraverso l'universo come effluenze, in un modo simile al meccanismo di percezione introdotto da Teofrasto. Quindi dirige e controlla il cosmo nel processo ed è la misura di ciò che è armonioso e di ciò che è idoneo a esistere. Si dice che sia il più forte nella regione trovata oltre l'universo in cui regna il conflitto ed è dimostrato dallo stato dell'etere nel sistema di Empedocle.
Il tipo di attività mentale condotta nel Phren coinvolge ciò che i pensatori occidentali del XX e XXI secolo considerano sia il sentimento che il pensiero; gli studiosi hanno osservato che gli antichi Greci localizzavano questa attività nel tronco rispetto alla testa.
La sua forma latinizzata è "fren" e si trova in parole come schizofrenia, frenite, nervo frenico, frenologia, frenesia, frenetica.